# Natalí Doreski
Natalí Doreski je argentinska hokejašica na travi. Igra na mjestu napadačice.
Svojim igrama je izborila mjesto u argentinskoj izabranoj vrsti. 

## Sudjelovanja na velikim natjecanjima
- 2001.: Kingston, Panamerički kup: zlato
- 2002.: Perth, SP: zlato
- 2003.: Santo Domingo, Panameričke igre: zlato
- 2003.: Sydney, Trofej prvakinja: 4.
- 2004.: Rosario, Trofej prvakinja: bronca
- 2005.: Canberra, Trofej prvakinja: 4.
- 2008.: Peking, OI: bronca

## Vanjske poveznice
- Hockey-Argentina[neaktivna poveznica] Slika